# Pedro Scotti de Agóiz
Pedro Scotti de Agoiz (Pamplona, 5 de gener de 1676 – 1730) va ser un funcionari i escriptor navarrès. Fill natural de Francesco Maria Scotti, comte de Vigoleno, gentilhome de Cambra de l'emperador Leopold d'Àustria.
Va desenvolupar la seva carrera com a funcionari de la Monarquia durant el final del regnat de Carles II (1665-1700) i el començament del regnat de Felip V (1700-1746). Va ser corregidor de Logronyo, Calahorra, Alfaro, Guadix i Baza. Finalment va obtenir una destinació en Palau. Va ser cronista general dels regnes de Castella i membre de la Reial Acadèmia Espanyola, on va ser el primer ocupant de la butaca Z (1715-1728).
Va ser senyor de les viles de Somontín i Finalidades a la província d'Almeria. El seu fill heretaria aquest senyoriu a la seva mort. Va morir cap a 1730.

## Obra
La seva obra va ser publicada de manera pòstuma pel seu fill, el també poeta Francisco Scotti Fernández de Córdoba. En 1735 va editar les Obras Poéticas de Pedro Scotti.
- El primer blasón de Israel.
- Los juicios del cielo, no examinarlos y obedecerlos.
- Zarzuela de Filis y Demofonte.
- Apolo y Leucotea (Zarzuela).

A part d'aquestes obres es coneix alguna altra que va realitzar com un romanç apologètic de Santa Juana Inés de la Cruz i un poema sobre la canonització de Sant Joan de Déu.